# Twitterの認証バッジ
Twitterの認証バッジ（ツイッターのにんしょうバッジ、Twitter verification badge）とは、有名人や公的機関、団体などのTwitter上での著名なアカウントが「本物」または「公式」でありアカウントの信憑性を保証するシステム、またアカウント名の隣に付与されている水色の地に白色のチェックマーク（公式には認証バッジと呼ばれ、非公式には公式マーク、青バッジなどとも呼ばれる）のこと。本物の著名なアカウントと、なりすましアカウントを区別するために使用されている。認証バッジは、Twitterがアカウントが「本物」であると確認したということを示すが、Twitterからの支持を意味するものではなく、認証されたアカウントによるツイートが正しく、正確であるという保証もない。

## 種類と入手条件
現在、バッジの種類は3種類ある。

### 青色の認証バッジ
一般的な認証バッジ。従来の認証ポリシーにおいては、「信頼できる」、「著名である」、「アクティブである」の3要件を満たす芸能人やミュージシャンなど、著名人のアカウントが本物であることを示していた。

### 金色の認証バッジ
組織のアカウントに付与される認証バッジ。組織の公式のアカウントであることを示す。
一般のアカウントとは異なり、アイコンが四角形の枠になる。

### 灰色の認証バッジ
政府機関または多国間機関のアカウントや、政府高官（内閣総理大臣など）に付与されるバッジ。

### バッジ取得の条件
現在、バッジを入手するためには以下のいずれかの条件を満たす必要がある。
- Twitter Blueへの加入、かつTwitter社が掲示している条件（プロフィールが適切に設定されている、スパムやなりすましなどの行為をしていないなど）を満たすこと

また、バッジを入手した後にプロフィールの変更を行った場合、Twitterによるバッジ継続の審査が完了するまで一時的にバッジが非表示になる。そして、旧認証バッジは2023年4月1日に削除されたため、バッジを入手したい場合はTwitter Blueへの加入が必須になっている。

## 歴史
カニエ・ウェストに批判され、なりきりアカウントについてトニー・ラルーサがTwitterを提訴した後、2009年6月に、Twitter上での「認証済みアカウント」サービスが開始された。Twitter社は、「青いチェックマーク」認証バッジは「私たちがアカウントが表している人と連絡を取り、承認済みだということを認証した」ことを示していると主張した。ベータ期間後、Twitter社は、認証バッジはユーザーが目的の人物を見つけやすくするために、継続的・積極的にアカウントを認証しており、「一般の方からの認証は認めていない」と、自社のFAQで主張した。元々は、有名人や著名人と連絡を取ってアカウントを認証することを、Twitter側から持ち掛けていた。
2016年7月、Twitterは、全ユーザーが認証を申請することができるプロセスを発表した。2017年には、認証の申請が受け入れられ始めたが、同年中に中止された。Twitter側は、認証の申請数が運営側が対処できる数を超え、「信頼に値し、著名であり、アクティブである」アカウントにのみ、Twitter側から認証を持ちかけることとした。背景には、ユナイト・ザ・ライト・ラリーを主催した、白人至上主義的な発言を繰り返すジャーナリストであるジェイソン・ケスラーのアカウントを認証済みにしたことで、メディアやユーザーからの批判が高まったことがあった（後述）。
2020年11月、認証バッジの申し込みを新しいポリシーの下で2021年内に再開することが、Twitterから発表された。新ポリシー下では6つのアカウントタイプが認証を受けることができる。3つのアカウントタイプ（会社、ブランド、活動家などの影響力のある個人）では、ウィキペディアの記事の有無を、著名性の基準の一つとしている。2021年1月20日、Twitterでの新しいポリシーが施行された（ポリシーのみの施行であり、当時は認証バッジの申請はできなかった）。
2022年、イーロン・マスクによるTwitter買収に伴い、収入源を広告からサブスクリプションへと移行していく方針転換がなされた。この時、新しいサブスクリプションサービス「Twitter Blue」に加入することが認証バッジ付与の条件になることが告知された。
しかし、Twitter Blueの開始当初は迷惑アカウントを防止する仕組みがなかった。つまり、Twitter Blueに加入していれば誰でもバッジをつけることができるようになっていた。それを利用したなりすましアカウントが多数作られ、混乱が起こった。これを受けて、Twitter社は一時認証バッジの受付を停止する。
上記の通り、現在はTwitter Blueに加入することのほかに、なりすまし等をしていないことがバッジ付与の条件に加えられている。

### 論争
2017年に、白人至上主義者のジェイソン・ケスラーがTwitterで認証されると、Twitterの認証のプロセスが問題視される事態となった。ケスラーの認証に反対した人の多くは、これを会社の政治的な行為であるとみていた。これを受け、Twitterは、認証バッジのシステムを一時停止した。Twitterは、「アカウントの認証は本人であることを認証するものだが、（Twitterによる）支持あるいはそのアカウントの重要度の指標と受け取られている。我々がこの混乱を生んでしまったことに気づいており、解決の必要」があり、この問題を解決するまでは、新しい認証を停止するとツイートした。
2019年11月、インドの不可触民活動家たちは、カースト内での地位が高い人々のアカウントのほうが認証が簡単に得られると主張した。これに伴い、#CancelAllBlueTicksInIndiaと#CasteistTwitterをトレンドさせた。批評家たちは、Twitterの認証プロセスが公になっておらず、周辺化が進んでいる地域では、デジタルな周辺化を招くとしている。Twitter Indiaは、活動家たちの主張を否定し、認証は「公平」であるなどと主張した。
2021年5月20日、3年間の停止を経て、Twitterの認証の申し込みが再開された。今回は、政府、会社、ブランドまたは組織、ニュースメディアとジャーナリスト、エンターテインメント、そして活動家、主催者、その他の有識者に対する「著名」の基準を提示した。なお、科学者や宗教指導者などが入るカテゴリーは無かった。

## 重要性と社会的影響
Twitterユーザーの中では、認証済みアカウントは需要が高い。Twitterのみでも認証バッジが得られるため、ユーザーが多くコンテントを作る誘因になる可能性がある。しかし、認証済みバッジがTwitter内での社会階層を作ることもある。例えば、2020年Twitterビットコイン詐欺の際に認証済みのアカウントが一時的に停止された際、多くの認証されていないユーザーは、このことを祝福した。Twitterの認証バッジはアカウントが「本物」ということのみを示すが、ビットコイン詐欺の例は、認証済みアカウントの影響力を表していた。

## 認証バッジの取り消し
Twitterは、すべてのアカウントから、いつでも認証バッジを剥奪させることができる。もし、攻撃的な行動や、ヘイト行為、なりすましをするなどしてTwitter利用規約を破った場合は、認証バッジ剥奪の対象となる。また、ユーザー名（または@ユーザー名）を変更したりすることも、認証バッジ剥奪の恐れがある。
ヘイトスピーチを行ったアカウントに対しても、Twitterは認証バッジを剥奪したことがある。